# Henry Fieldman
Henry Fieldman, né le 25 novembre 1988, est un rameur d'aviron britannique.

## Palmarès

### Jeux olympiques
- 2020 à Tokyo,  Japon
  -  Médaille de bronze en huit[1]

### Championnats du monde
- 2014 à Amsterdam,  Pays-Bas
  -  Médaille d'argent en deux barré
- 2015 à Aiguebelette,  France
  -  Médaille d'or en deux barré
- 2016 à Rotterdam,  Pays-Bas
  -  Médaille d'or en deux barré
- 2019 à Ottensheim,  Autriche
  -  Médaille de bronze en huit
- 2018 à Plovdiv,  Bulgarie
  -  Médaille de bronze en huit

### Championnats d'Europe
- 2019 à Lucerne,  Suisse
  -  Médaille d'argent en huit
- 2021 à Varèse,  Italie
  -  Médaille d'or en huit